# Zeus et Roxanne
Pour plus de détails, voir Fiche technique et Distribution.
Zeus et Roxanne (Zeus and Roxanne) est un film américain réalisé par George Trumbull Miller, sorti en 1997.

## Synopsis
Mary, une biologiste marine, découvre un chien embarqué clandestinement sur son bateau de recherche. Quand l'animal se lie d'amitié avec Roxanne, le dauphin qu'elle étudie, elle va à la rencontre de ses propriétaires. Mais Terry, le maître du chien Zeus, est un compositeur rêveur et maladroit aux antipodes de Mary.
Mary, Terry et leurs enfants vont devoir s'entendre pour le bien de Roxanne, surtout lorsque des gens mal intentionnés veulent capturer le dauphin...

## Fiche technique
- Titre : Zeus et Roxanne
- Titre original : Zeus and Roxanne
- Réalisation : George Trumbull Miller
- Scénario : Tom Benedek
- Musique : Bruce Rowland
- Photographie : David Connell
- Montage : Harry Hitner
- Production : Ludi Boeken, Frank Price et Gene Rosow
- Société de production : Rysher Entertainment
- Société de distribution : MGM/UA Distribution Company et Warner Home Video
- Pays :  États-Unis
- Genre : Aventure, comédie
- Durée : 98 minutes
- Dates de sortie : 
  - États-Unis : 24 janvier 1997

## Distribution
- Steve Guttenberg (VF : Jérôme Keen) : Terry Barnett
- Kathleen Quinlan (VF : Yumi Fujimori) : Mary Beth Dunhill
- Arnold Vosloo : Claude Carver
- Dawn McMillan : Becky
- Miko Hughes : Jordan Barnett
- Majandra Delfino : Judith Dunhill
- Jessica Howell : Nora Dunhill
- Duchess Tomasello : Mme. Rice
- Shannon K. Foley : Linda, l'assistante de Claude
- Jim R. Coleman : Phil,  l'assistant de Claude
- Alvin Farmer : Floyd
- Justin Humphrey : Craig

## Production
Sauf indication contraire, les informations mentionnées dans cette section peuvent être confirmées par la base de données cinématographiques IMDb,  présente dans la section « Liens externes ».
Le tournage s'est déroulé du 1 mai 1996 au 25 août 1996 à Freeport, aux Bahamas.

## Accueil
Le film reçoit des retours mitigés. Sur IMDb, il obtient une moyenne de 5,3/10 et de 3,3/5 sur Allociné. Il a reçu la note de 2/5 sur AllMovie. Sur Rotten Tomatoes, il cumule 40% d'avis positifs pour une moyenne de 5/10.